# Sigrid Sandström
Sigrid Sandström, född 1970 i Stockholm, är en svensk konstnär och målare. 
Hon är utbildad på The Cooper Union School of Art, New York, Academie Minerva, Groningen, Skowhegan School of Painting and Sculpture, Skowhegan och Yale University School of Art i New Haven.
Sigrid Sandström har ställt ut runt om i USA och Sverige och är representerad i ett flertal samlingar till exempel Moderna Museet, Statens konstråd, Västerås konstmuseum, Borås konstmuseum och Museum of Fine Arts Houston.